# Osmã II
Osmã II, Osmão I Otomão II (em árabe: عُثمَان; romaniz.: `Uthman) ou Otomano II (em latim: Ottomanus II), também chamado Osmã, o Jovem (em turco: عثمان ثانى‎; romaniz.: Osmān-i sānī; em turco: Genç Osman; 15 de novembro de 1603-20 de maio de 1622) foi sultão do Império Otomano de 1618 até sua morte por regicídio em 20 de maio de 1622.

## Vida
Era filho do sultão Amade I (r. 1603–1617) e sua primeira esposa Mafiruz Hatuna. Nasceu no Palácio de Topkapi, em Constantinopla. Segundo a tradição posterior, em tenra idade sua mãe decidiu especial atenção à educação de Osmã e como resultado ele tornou-se um renomado poeta e dominava várias línguas, incluindo árabe, persa, grego, latim e italiano; ela foi refutada.
Após um breve reinado de seu tio Mustafá I (r. 1617–1618), Osmã tomou o trono aos 14 anos através de um golpe de Estado e ativo e inteligente como era logo percebeu a necessidade de reformar o império. Era ambicioso e corajoso e realizou campanha militar contra a Polônia, que estava interferindo nos principados vassalos da Moldávia e Valáquia. Em 1621, foi derrotado na Chocim, sobretudo pela falta de disciplina e degeneração das unidades de janízaros. Ciente disso, cortou seus pagamentos e fechou seus bazares.
Osmã anunciou seus planos para peregrinar a Meca, porém suas reais intenções eram recrutar um novo exército no Egito e Síria formado por sequibans para reduzir o poder janízaro. Cientes do esquema e já ressentidos pelas demais políticas de Osmã, os janízaros se revoltaram, depuseram Osmã em 19 de maio de 1622 e estrangularam-o no dia seguinte na Fortaleza de Yedikule.

## Família

### Consortes
Osmã teve três consortes:
- Aixa Sultana, sua hasequi, de ascendência desconhecida;[7]
- Uma mulher que se diz ser filha de um astrólogo, e neta de Perteve Maomé Paxá;[8]
- Aquile Hatuna, filha do xeique do islã Maomé Esadulá Efendi;[7][8]

### Filho
- Xazade Omar[9]